# Attock
Attock (in urdu اٹک) è una città del Pakistan, situata nella provincia del Punjab.